# Филиппинские болотные мыши
Филиппинские болотные мыши (лат. Crunomys) — род грызунов из семейства мышиных. Встречаются только на Филиппинах и острове Сулавеси.

## Виды
В состав рода включают следующие виды:
- Crunomys celebensis — Сулавесская болотная мышь
- Crunomys fallax — Лузонская болотная мышь
- Crunomys melanius — Минданаоская болотная мышь
- Crunomys suncoides